# Revolte hinter Gittern (1976)
Revolte hinter Gittern, auch Revolte im Frauengefängnis (jap. 新・実録おんな鑑別所　－恋獄－, shin jitsuroku onna kambetsusho – rengoku, dt. „Das neue ‚Die wahre Geschichte des Frauengefängnisses‘ – Liebeskerker“) ist ein japanischer Frauengefängnisfilm mit Erotikeinlagen des Regisseurs Kōyū Ohara aus dem Jahr 1976. Es ist eine Fortsetzung von Zoku Jitsuroku Onna Kambetsusho (続実録おんな鑑別所) vom 1. Juli 1975, das wiederum eine Fortsetzung von Jitsuroku Onna Kambetsusho: Seijigoku (実録おんな鑑別所　性地獄) vom 5. März 1975 war; jeweils vom selben Regisseur und mit derselben Hauptdarstellerin.
Der Exploitationfilm der Nikkatsu ähnelt thematisch sehr stark der 1972 entstandenen Tōei-Produktion Sasori – Scorpion mit Meiko Kaji in der Hauptrolle.

## Handlung
Nach dem Mord an ihrem treulosen Ehemann Noboru und der versuchten Tötung dessen Geliebter, wird die eifersüchtige Mayumi zu einer langjährigen Haftstrafe in einem gefürchteten Frauengefängnis verurteilt. Kurz vor ihrer Einlieferung verübt die junge Schönheit noch einen erfolglosen Suizidversuch. Im Zuchthaus muss sie sich dann eine bescheidene Zelle mit sechs frommen Mitinsassinnen teilen.
In der Strafanstalt herrscht brutale Gewalt: Erniedrigungen und Folter sind an der Tagesordnung. Zudem treiben sadistische Wärter dort ihr Unwesen. Die inhaftierten Frauen sind klaren Machtstrukturen unterworfen, obgleich Streitigkeiten zwischen den Gefangenen stattfinden. Jeglicher Ungehorsam wird mit drakonischen Strafen geahndet.
Als eine Mitgefangene, Hamada, zufällig den lüsternen Gefängnisdirektor heimlich bei einem bizarren Liebesspiel mit der Oberaufseherin Kazuko beobachtet und dafür später vergiftet wird, finden die Inhaftierten allmählich zusammen. Zuvor waren die Anwesenden unfähig, in gesellschaftlicher Eintracht zu leben.
Zeitlich versetzt lässt sich die tätowierte Sahara, die heimliche Geliebte Noborus, in das Gefängnis versetzen, um Rache an Mayumi für lebensbedrohliche Verletzungen zu nehmen. Bevor sich die beiden verfeindeten Charaktere jedoch gegenüberstehen, zettelt die gedemütigte Oberaufseherin eine Gefangenenrevolte an, um die Karriere ihres Liebhabers, des Direktors, zu behindern und in zum Verbleib in der Anstalt zu bewegen.
Die angestaute Unzufriedenheit entlädt sich im gemeinsamen Hass auf die Gefängnisleitung. Am Ende des Films werden sowohl der Direktor als auch seine Oberaufseherin von dem wütenden Mob gestellt, gedemütigt und misshandelt. In der letzten Szene beendet ein herbeigerufenes Sondereinsatzkommando den Aufstand.